# Jan Kovačec
Jan Kovačec (* 17. April 2002 in Zagreb, Kroatien) ist ein kroatischer Handballspieler.

## Spielerkarriere
Kovačec spielte bereits in seiner Jugend bei RK Dobova. 2019/20 stand er in der 13. Runde zum ersten Mal im Kader der ersten Mannschaft, welche an der 1. Männer-Handball-Bundesliga in Slowenien teilnahm. 2020/21 erzielte er im Spiel gegen RD Koper seinen ersten Treffer in der Državna rokometna liga. 2021/22 und 2022/23 lief Kovačec für RK Maribor Branik auf. 2023/24 nahm der Rückraumspieler mit RD LL Grosist Slovan an der ersten Liga teil. 2024/25 wurde Kovačec von den Jags Vöslau für die Handball Liga Austria verpflichtet.